# マスターグレード

マスターグレード (MG) は、株式会社バンダイ、のちに同社の一部事業を継承したBANDAI SPIRITSが製造・発売するプラモデルシリーズ「ガンプラ」のブランド名。基本的にアニメ作品「ガンダムシリーズ」に登場するモビルスーツ (MS) の1/100スケールモデルを主力商品とする。
バンダイ・ホビージャパン (HJ) 誌・プロモデラーのMAX渡辺らが企画を立ち上げ、その時点において「究極のガンプラ」を目指すべく開発された。より上位のパーフェクトグレード (PG) シリーズが商品化されてからは、ガンプラのスタンダードアイテム的な位置づけに変わってきている。
なお、『聖戦士ダンバイン』『機動警察パトレイバー』といったガンダム以外のロボット作品からもMGブランドの商品が発売されているほか、それ以外のアニメや特撮作品のキャラクターをプラモデル化した『MGフィギュアライズ』も展開されているが、当記事では長期に渡り商品化され続けている「ガンダムシリーズ」系のキットを中心に解説する。

## 特徴
- スケールは全て1/100に統一。
※ガンダム以外の作品を除く
- スナップフィットにより接着剤は不要。
※初期の商品に付属していた「グレードアップパーツ」などの一部例外あり
- カラー毎のパーツ分割と多色成形により、無塗装のまま組立てても設定に近いカラーリングを再現可能で、同型キットのカラーバリエーションも多数発売。ただし劇中の色ではなく、アレンジされたものも少なくない。
※細かい塗り分けを要する箇所など、一部はシールによる再現あり
- カトキハジメなどのデザイナーにより、プロポーション・ディテールに現代風のリファインが施されている。
※旧作登場機に多い
- マーキング類は同梱のシールとインスタントレタリングの「ガンダムデカール」で再現、別売りで水転写デカールも発売。
- 関節部には二重関節化などの新解釈を取り入れ、可動範囲は概ね他のシリーズよりも広く、一部初期アイテムを除いて指も可動。造形技術の蓄積により常に改良され続けている。
- 分離合体・変形などのギミックは基本的に差し換えなしでの再現を原則とするため、一部のキットでは、荷重の掛かりやすいパーツや磨耗しやすいパーツにはABS樹脂を使用したり、パーツの咬み合いを利用したロック機構やフレーム部の金属ネジ止め、関節部にメタルパーツを使用するなどの工夫がある。
- 機体内部のフレームや機器類、コクピットも再現され、同スケールのパイロットなどのフィギュアが付属（一部アイテムは1/20スケールの関連キャラクターが付属）。特にVer.2.0シリーズでは、実機同様にフレーム部へ装甲を貼り付ける組立方式が、ほぼ全身に採用されている。

## 開発の歴史
- 1994年ごろから「いろプラ」（多色成形プラモデル）「ポリキャップ関節」など蓄積された技術をベースに大人向けのガンプラを作ろうという企画が持ち上がる。川口克己は、1994年から放送された『機動武闘伝Gガンダム』が次世代ファンを開拓したので、長年ガンプラを愛好してきた大人向けの商品として、本シリーズを誕生させることができたと述べている[1]。
- HJ誌上で開発経緯を掲載し、読者とのやりとりを経ながら1995年7月にMG第1号となる「RX-78-2 ガンダム」が発売される。初期のメカデザインにはガンダムの本家メカデザイナー大河原邦男も参加。続いて発売された「MS-06 ザクII」は、劇中のイメージそのままのプロポーションや、三重構造の動力パイプなどが再現されている。
- 1996年4月に発売された「MSZ-006 Ζガンダム」ではカトキハジメが参加。以降カトキがMGシリーズの中心となっていく。また本作品以降、完全変形とプロポーションとの両立がMGのスタンダードとなる。
- 1996年6月に発売された「MS-06R-1 ザクII シン・マツナガ大尉機」と「MS-06R-2 ザクII ジョニー・ライデン少佐機」では、原型となった「ザクII」のパーツ配置に従い元々のモビルスーツバリエーションの「06R」と異なる成型色でカラーリングがなされ、旧来のファンから批判が相次いだ[2]。その後の製品では、同形状でもカラーリング分割に合わせて新たに金型を起こしたり、開発段階から後のバリエーション展開を考慮したパーツ分割などの配慮が行われている。また、2008年9月にはライデン機の、2008年11月にはマツナガ機のver2.0が発売され、ここに於いてはカラーリングのみならずマーキングも、『MSVハンドブック』などの表記に忠実に従ったデカールが付属する形で再現されている。
- 1997年7月発売の「ガンダム試作1号機ゼフィランサス」では、アニメ本編では明確でなかったコアファイターの変形収納機構がカトキにより新たに設定される。さらに2001年4月発売の「ガンダム試作3号機ステイメン」では、新たに設定されたコアファイターの分離変形ギミックを再現。従来バックパック・コクピットブロックとの換装が可能となっている。
- 1999年6月に発売された「MS-09 ドム」は、人気のある重MSでありながら発売を延期し、「RX-78GP02A ガンダム試作2号機サイサリス」（1998年6月発売）を重MS表現のためのプロトタイプとして先行発売、その後、満を持してドムを発売している。
- 2000年6月に発売された「ガンダムVer.1.5」ではPGの技術をフィードバックした一体成型の可動脚部フレームが搭載され、プロポーションや付属装備もリニューアルされている。その後もPGの技術の応用やリニューアル版の発売は頻繁に行われている。
- 2001年11月発売のゴッドガンダムを初めとした『機動武闘伝Gガンダム』登場機体は、劇中のイメージを考慮してより人間的なアクションポーズが可能な全身可動フレームを内蔵している。
- 2005年3月には、PlayStation 2専用ゲーム『機動戦士ガンダム 一年戦争』の発売に併せて、「ガンダム Ver.ONE YEAR WAR 0079」が発売される。これは脚部フレームなどはVer.1.5の物を流用しつつもより可動を追求した設計になっており、最大の特徴はコアブロックを省略して胴を捻るなどの可動を実現したことである。成形色はゲーム設定に合わせた彩度を抑えたもので併せてジオン側MSも同ゲームカラー版が発売されている。発売から2年後の2007年7月に、アニメ設定に近い成形色の「アニメーションカラー」版が発売。
- 2006年7月に発売された「ガンダムF91」では小型MSでありながら、全身のフレームの再現やポリキャップレスの関節機構やPET（ポリエチレンテレフタラート）素材の採用・放熱時のフェイスオープン機構を再現など、意欲的な試みがなされている。
- 2006年11月、Hi-νガンダムの商品化が発表。これに際し、νガンダム・Hi-νガンダムのオリジナルデザインを担当した出渕裕が新たに設定画を描き起こしている。
- 2007年4月、ザクVer.2.0が発売。Ver.1.0に比べて可動範囲が大幅に拡大されると共に、バリエーション機との互換性や以降のジオンMSへの発展系譜も見越した設計がなされている。これは後のゲルググVer.2.0も同様で、ザクの後継機であることを示すコンポーネント設計が取り入れられている。
- 2007年7月、シャア専用ゲルググVer.2.0が発売。この時バンダイはMG100メモリアルDVDプレゼントキャンペーンを開催し、MGシリーズ購入者にMG100体の歴史を振り返るDVDが配布された[3]。
- 2007年8月、MG100番目のアイテムとなる∀ガンダムが発売。アニメ設定画よりもシド・ミードのオリジナルデザインに近い意匠で立体化される。
- 2008年7月、ガンダムVer.2.0が発売。現代的な解釈を取り入れリファインされた既存のキットと異なり、よりアニメ劇中に近い曲面調のデザインで立体化されている。コア・ブロック・システムを再現していながら、同機構をオミットしたVer.OYWを上回る可動範囲を実現している。
- 2010年1月、宇宙世紀以外での初の量産機として機動戦士ガンダム00からジンクス (GN-X)が発売される。
- 2014年1月、ガンダムXの発売で、当時の歴代テレビシリーズの前半主人公機が全て揃う。
- 2018年3月、MG200体達成記念として、ディープストライカーが発売される。
- 2019年4月、プレミアムバンダイ内のホビーオンラインショップにて、受注生産限定品としては初の試みである金型からの完全新規造形キット・ガンダムF90の予約が開始された。設定同様26のミッションパックが装着可能で、素体と同時予約でEタイプ＆Sタイプの受注も始まった。同時に「F90 A to Z PROJECT」を立ち上げ、各ミッションパックならびにF90IIなどの素体をオンライン限定で順次展開していく。

## Ver.Ka
Ver.Ka（ヴァージョン・ケーエー）とは、メカニックデザイナーのカトキハジメが監修したMGのブランドである。
デザイナーズMGと銘打ち、カトキ本人がパッケージデザインを始めとしてほぼ全てにわたってプロデュースしたものとなっている。基本的に既成デザインをカトキがリファインしたものを元に立体化されているが、クロスボーン・ガンダムなどカトキ自身がオリジナルデザインを担当した機体も含まれている。なお、Ver.kaという言葉自体はカトキ本人が考えたものではなく、バンダイのガレージキット発売部門であったB-CLUBが、センチネル0079版のRX-78-2 ガンダムを発売する際に、版権の関係でセンチネルの文字が使えなかったために苦肉の策として考えられたものである。
なおラインナップのうち、ガンダムとクロスボーン・ガンダムはそれぞれジム改とガンダムF91の金型流用バリエーションキットであったが、ウイングガンダムとボールは完全新設計となっており、バリエーションとして前者はウイングガンダムゼロ（Endless Waltz版）、後者はOVAに登場したバージョンが後に発売されている。
さらに「ガンダムエース」誌で連載されていた小説『機動戦士ガンダムUC』からユニコーンガンダムとシナンジュがVer.kaブランドで発売された。これも元々カトキのデザインでかつ初のプラモデル化でありながらVer.kaの名が冠されており、後にOVA化と共に一部パーツと成型色を変更したレギュラー版も発売された。

## その他
- テレビアニメ・OVA・映画以外のメディア（ゲーム・小説など）に登場するMSも続々とラインナップされている。
  - 模型誌連載企画『ガンダム・センチネル』に登場したMS。
  - 漫画『プラモ狂四郎』に登場したパーフェクトガンダム・パーフェクトジオング
  - ゲーム『機動戦士ガンダム ギレンの野望』に登場したMS。
  - ゲーム『機動戦士ガンダム 一年戦争』をモデルに配色とモールドを変更した「ONE YEAR WAR (OYW)」シリーズ（上記で述べた通りガンダムは新金型だが、他はカラーリング以外は既存製品のままである）
  - 漫画『機動戦士クロスボーン・ガンダム』に登場したMS。
  - 「ガンダムエース」に連載された機動戦士ガンダム外伝「Side Story」シリーズ
- 同一MSを同一シリーズでリファインし、旧バージョンも継続販売するという、ラインナップが採られている（「RX-78-2 ガンダム (Ver.1.5)」（2000年6月発売）・「MSZ-006 Ζガンダム (Ver.2.0)」（2005年12月発売）など）。
- 当初は内部メカも腕や脚の一部にとどまっていたが、成形技術の進歩などにより、現在ではボディ部分を含む全身で内部メカが再現されその上に装甲を装着する構造が主流となっている。さらに装甲裏面にまでモールドを施すようにもなったが、それら見えない部分までの複雑化は値段の高額化も招いている。[要出典]
- 金型の流用により、MSVやGM系バリエーションなどかなりマイナーな機種もラインナップされている。
- GSIクレオス（旧社名「グンゼ産業」）からは調合済みの塗料（3色1パック）がMSごとに発売されている。
- 価格帯は3000円前後が多かったが、近年は[いつから?]部品数の増加や原油高などで[要出典]4000円を超える製品が多くなっている。
- フェア限定で「クリアバージョン」「メッキバージョン」などが発売されている。
- ガレージキットメーカーから、換装・追加用パーツが多数発売されている。またバンダイからも電飾用のヘッドパーツが発売されている。
- いわゆるファーストガンダムのテレビアニメに登場するMSはゾックを除き全て発売されている。
- MS以外として、2000年から2002年にかけて『聖戦士ダンバイン』、『機動警察パトレイバー』の2作品からも発売されているほか、2009年には『MG FIGURE-RISE（フィギュアライズ）』というモデルが登場。

## 商品一覧
掲載は発売日順。MS型式名・MS名・発売時期を記載。

### 通常版
ナンバリングは『マスターグレード ガンプラのイズム』（石井誠・著）と『月刊ガンダムエース2013年2月号 付録 ガンプラMGオールカタログ2013』による物で、実際の商品にはナンバーは記載されていない。シナンジュ・スタインを165番とした以降のナンバリングは便宜的なものである。

#### 001-050
| No. | 型式番号       | 商品名                                                      | 発売時期   | 備考                 |
| --- | -------------- | ----------------------------------------------------------- | ---------- | -------------------- |
| 1   | RX-78-2        | ガンダム                                                    | 1995年7月  |                      |
| 2   | MS-06S         | ザクII                                                      | 1995年10月 | シャア専用ザク       |
| 3   | MS-06F/J       | ザクII                                                      | 1995年10月 |                      |
| 4   | RX-78-3        | G-3ガンダム                                                 | 1996年3月  |                      |
| 5   | MSZ-006        | ゼータガンダム                                              | 1996年4月  |                      |
| 6   | MS-06R-1       | ザクII シン・マツナガ大尉機                                 | 1996年6月  |                      |
| 7   | MS-06R-2       | ザクII ジョニー・ライデン少佐機                             | 1996年6月  |                      |
| 8   | MS-14S         | ゲルググ シャア・アズナブル大佐機                           | 1996年12月 |                      |
| 9   | MS-14B/C       | 高機動型ゲルググ／ゲルググキャノン ジョニー・ライデン少佐機 | 1997年3月  |                      |
| 10  | RX-78GP01      | ガンダム試作1号機                                           | 1997年7月  |                      |
| 11  | MS-14A         | 量産型ゲルググ                                              | 1997年9月  |                      |
| 12  | RX-78GP01-Fb   | ガンダム試作1号機フルバーニアン                             | 1997年12月 |                      |
| 13  | RX-78GP02A     | ガンダム試作2号機                                           | 1998年6月  |                      |
| 14  | RX-178         | ガンダムMk-II                                               | 1998年8月  |                      |
| 15  | RX-178         | ガンダムMk-II（ティターンズ）                               | 1998年8月  |                      |
| 16  | FXA-05D/RX-178 | スーパーガンダム                                            | 1999年1月  |                      |
| 17  | RGM-79         | ジム                                                        | 1999年2月  |                      |
| 18  | MS-05B         | ザクI                                                       | 1999年5月  |                      |
| 19  | MS-05B         | ザクI 黒い三連星仕様                                        | 1999年5月  |                      |
| 20  | MS-06R-1A      | ザクII 黒い三連星仕様                                       | 1999年6月  |                      |
| 21  | MS-09          | ドム                                                        | 1999年6月  |                      |
| 22  | RX-78NT-1      | ガンダムRX-78NT-1                                           | 1999年10月 |                      |
| 23  | MS-09R         | リック・ドム                                                | 1999年10月 |                      |
| 24  | MSZ-010        | ダブルゼータガンダム                                        | 1999年12月 |                      |
| 25  | RGM-79N        | ジム・カスタム                                              | 1999年12月 |                      |
| 26  | RGM-79Q        | ジム・クゥエル                                              | 1999年12月 |                      |
| 27  | RX-79[G]       | 陸戦型ガンダム                                              | 2000年5月  |                      |
| 28  | RX-78-2        | ガンダム Ver.1.5                                            | 2000年6月  |                      |
| 29  | MSN-04         | サザビー                                                    | 2000年7月  |                      |
| 30  | FA-010S        | フルアーマーダブルゼータガンダム                            | 2000年8月  |                      |
| 31  | MS-05B         | ザクI ランバ・ラル専用機                                    | 2000年9月  |                      |
| 32  | MS-07B         | グフ                                                        | 2000年10月 |                      |
| 33  | RX-79[G]Ez8    | ガンダムイージーエイト                                      | 2000年10月 |                      |
| 34  | RX-93          | ニューガンダム                                              | 2000年12月 |                      |
| 35  | MS-18E         | ケンプファー                                                | 2001年1月  |                      |
| 36  | MS-07B-3       | グフカスタム                                                | 2001年2月  |                      |
| 37  | MSN-00100      | 百式                                                        | 2001年3月  | ゴールドコーティング |
| 38  | RX-78GP03S     | ガンダム試作3号機ステイメン                                 | 2001年4月  |                      |
| 39  | RGZ-91         | リ・ガズィ                                                  | 2001年6月  |                      |
| 40  | RGM-79[G]      | 陸戦型ジム                                                  | 2001年7月  |                      |
| 41  | AMX-004        | キュベレイ                                                  | 2001年8月  |                      |
| 42  | FA-010A        | FAZZ（ファッツ）                                            | 2001年9月  |                      |
| 43  | MSZ-006A1      | ゼータプラス（テスト機カラータイプ）                        | 2001年10月 |                      |
| 44  | GF13-017NJII   | Gガンダム                                                   | 2001年11月 |                      |
| 45  | RX-77-2        | ガンキャノン                                                | 2001年12月 |                      |
| 46  | MSZ-006C1      | ゼータプラスC1                                              | 2002年2月  |                      |
| 47  | GF13-001NHII   | マスターガンダム                                            | 2002年3月  |                      |
| 48  | MS-06F-2       | ザクII F2型                                                 | 2002年4月  |                      |
| 49  | GF13-017NJ     | シャイニングガンダム                                        | 2002年5月  |                      |
| 50  | RGM-79C        | ジム改                                                      | 2002年6月  |                      |

#### 051-100
| No. | 型式番号      | 商品名                                       | 発売時期   | 備考               |
| --- | ------------- | -------------------------------------------- | ---------- | ------------------ |
| 51  | MSN-02        | ジオング                                     | 2002年7月  |                    |
| 52  | GF13-021NG    | ガンダムシュピーゲル                         | 2002年8月  |                    |
| 53  | RX-78/C.A     | キャスバル専用ガンダム                       | 2002年8月  |                    |
| 54  | MS-06F-2      | ザクII F2型 地球連邦軍仕様                   | 2002年9月  |                    |
| 55  | MSA-0011      | Sガンダム                                    | 2002年10月 |                    |
| 56  | RGM-79C       | ジム改（スタンダードカラー）                 | 2002年11月 |                    |
| 57  | RX-78-2       | ガンダム Ver.Ka                              | 2002年12月 |                    |
| 58  | MS-09RS       | シャア専用リック・ドム                       | 2003年1月  |                    |
| 59  | MS-14A        | ゲルググ（アナベル・ガトー機）               | 2003年2月  |                    |
| 60  | MSA-0011[Ext] | Ex-Sガンダム                                 | 2003年3月  |                    |
| 61  | MSM-07        | ズゴック                                     | 2003年5月  |                    |
| 62  | MSM-03        | ゴッグ                                       | 2003年6月  |                    |
| 63  | RX-78-4       | ガンダム4号機                                | 2003年7月  |                    |
| 64  | RX-78-5       | ガンダム5号機                                | 2003年8月  |                    |
| 65  | GAT-X105      | エールストライクガンダム                     | 2003年10月 |                    |
| 66  | MSM-07S       | シャア専用ズゴック                           | 2003年11月 |                    |
| 67  | -             | パーフェクトガンダム                         | 2003年12月 |                    |
| 68  | AMX-004-3     | キュベレイMk-II（プルツー専用機）            | 2004年2月  |                    |
| 69  | XXXG-01W      | ウイングガンダム Ver.Ka                      | 2004年3月  |                    |
| 70  | RMS-099       | リック・ディアス                             | 2004年5月  |                    |
| 71  | MSN-02        | パーフェクト・ジオング                       | 2004年6月  |                    |
| 72  | ZGMF-X10A     | フリーダムガンダム                           | 2004年7月  | 初回生産分特典付き |
| 73  | RMS-106       | ハイザック                                   | 2004年8月  |                    |
| 74  | MBF-02        | ストライクルージュ                           | 2004年9月  |                    |
| 75  | XXXG-00W0     | ウイングガンダムゼロ（エンドレスワルツ版）   | 2004年10月 |                    |
| 76  | RB-79         | ボール Ver.Ka                                | 2004年12月 |                    |
| 77  | RMS-099       | リック・ディアス（クワトロ・バジーナカラー） | 2004年12月 |                    |
| 78  | RX-78-2       | ガンダム Ver.ONE YEAR WAR 0079               | 2005年3月  |                    |
| 79  | RB-79K        | ボール（第08MS小隊版）                       | 2005年5月  |                    |
| 80  | MSM-04        | アッガイ                                     | 2005年7月  |                    |
| 81  | MSN-00100     | 百式＋バリュートシステム                     | 2005年9月  |                    |
| 82  | RX-178        | ガンダムMk-II Ver.2.0                        | 2005年10月 |                    |
| 83  | MSZ-006       | ゼータガンダム Ver.2.0                       | 2005年12月 |                    |
| 84  | MSA-003       | ネモ                                         | 2006年2月  |                    |
| 85  | RX-178        | ガンダムMk-II Ver.2.0（ティターンズ仕様）    | 2006年3月  |                    |
| 86  | YMS-15        | ギャン                                       | 2006年5月  |                    |
| 87  | F91           | ガンダムF91                                  | 2006年7月  |                    |
| 88  | RB-79         | ボール（シャークマウス仕様）                 | 2006年8月  |                    |
| 89  | XM-X1         | クロスボーンガンダムX-1 Ver.Ka               | 2006年9月  |                    |
| 90  | GAT-X105      | ストライクガンダム+I.W.S.P.                  | 2006年10月 |                    |
| 91  | F91           | ガンダムF91（ハリソン・マディン専用機）      | 2006年11月 |                    |
| 92  | RGM-79[G]     | ジム・スナイパー                             | 2006年11月 |                    |
| 93  | ZGMF-X20A     | ストライクフリーダムガンダム                 | 2006年12月 |                    |
| 94  | XM-X1         | クロスボーンガンダムX-1フルクロス            | 2007年1月  |                    |
| 95  | RX-93-ν2      | Hi-νガンダム                                 | 2007年2月  |                    |
| 96  | GAT-X105E     | ストライクノワールガンダム                   | 2007年3月  |                    |
| 97  | MS-06J        | ザク Ver.2.0                                 | 2007年4月  |                    |
| 98  | MS-06S        | シャア専用ザク Ver.2.0                       | 2007年5月  |                    |
| 99  | MS-14S        | シャア専用ゲルググ Ver.2.0                   | 2007年7月  |                    |
| 100 | WD-M01        | ターンエーガンダム                           | 2007年8月  | 初回生産分特典付き |

#### 101-150
| No. | 型式番号                  | 商品名                                         | 発売時期   | 備考               |
| --- | ------------------------- | ---------------------------------------------- | ---------- | ------------------ |
| 101 | ZGMF-X42S                 | デスティニーガンダム                           | 2007年10月 |                    |
| 102 | RX-0                      | ユニコーンガンダム Ver.Ka                      | 2007年12月 |                    |
| 103 | MS-06R-1A                 | 黒い三連星ザク Ver.2.0                         | 2008年1月  |                    |
| 104 | GAT-X105E                 | ストライクE+I.W.S.P. ルカス・オドネル専用機    | 2008年2月  |                    |
| 105 | MS-06F                    | ザクマインレイヤー                             | 2008年3月  |                    |
| 106 | MS-06F                    | ザク Ver.2.0                                   | 2008年3月  |                    |
| 107 | MS-14A                    | 量産型ゲルググ Ver.2.0                         | 2008年4月  |                    |
| 108 | GAT-X105                  | ランチャー／ソードストライクガンダム           | 2008年4月  |                    |
| 109 | ZGMF-X56S/α               | フォースインパルスガンダム                     | 2008年5月  | 初回生産分特典付き |
| 110 | -                         | 真武者頑駄無                                   | 2008年6月  | ノンスケール       |
| 111 | RX-78-2                   | ガンダム Ver.2.0                               | 2008年7月  |                    |
| 112 | MS-06K                    | ザクキャノン                                   | 2008年8月  |                    |
| 113 | MS-06R-2                  | ジョニー・ライデン専用ザク Ver.2.0             | 2008年9月  |                    |
| 114 | ZGMF-X19A                 | インフィニットジャスティスガンダム             | 2008年10月 |                    |
| 115 | MS-06R-1                  | シン・マツナガ専用ザク Ver.2.0                 | 2008年11月 |                    |
| 116 | MSN-06S                   | シナンジュ Ver.Ka                              | 2008年12月 |                    |
| 117 | -                         | Gファイター［ガンダム Ver.2.0用 V作戦モデル］  | 2009年1月  | 初回生産分特典付き |
| 118 | RGM-79                    | ジム Ver.2.0                                   | 2009年2月  | 初回生産分特典付き |
| 119 | ZGMF-X56S/β               | ソードインパルスガンダム                       | 2009年4月  |                    |
| 120 | MS-07B                    | グフ Ver.2.0                                   | 2009年5月  |                    |
| 121 | -                         | Gアーマー リアルタイプカラー                   | 2009年6月  |                    |
| 122 | MS-06J                    | ザク Ver.2.0 "ホワイトオーガー"                | 2009年6月  |                    |
| 123 | GN-001                    | ガンダムエクシア                               | 2009年7月  |                    |
| 124 | RX-75                     | ガンタンク                                     | 2009年9月  |                    |
| 125 | MBF-P03R                  | ガンダムアストレイブルーフレームセカンドリバイ | 2009年10月 |                    |
| 126 | AMX-004-2                 | キュベレイMk-II（エルピー・プル専用機）        | 2009年11月 |                    |
| 127 | LM312V04                  | Vガンダム Ver.Ka                               | 2009年12月 |                    |
| 128 | RX-78-3                   | G-3ガンダム Ver.2.0                            | 2009年12月 |                    |
| 129 | GNX-603T                  | ジンクス                                       | 2010年1月  |                    |
| 130 | MBF-P02KAI                | ガンダムアストレイレッドフレーム改             | 2010年2月  |                    |
| 131 | RX-0                      | ユニコーンガンダム                             | 2010年3月  |                    |
| 132 | XXXG-01W                  | ウイングガンダム                               | 2010年4月  |                    |
| 133 | -                         | 武者ガンダムMk-II                              | 2010年5月  | ノンスケール       |
| 134 | FA-78-1                   | フルアーマーガンダム                           | 2010年6月  |                    |
| 135 | LM312V04+SD-VB03A         | Vダッシュガンダム Ver.Ka                       | 2010年7月  |                    |
| 136 | LM312V04(B-part)+SD-VB03A | コア・ブースター Ver.Ka                        | 2010年7月  |                    |
| 137 | PMX-003                   | ジ・O                                          | 2010年8月  |                    |
| 138 | XXXG-01D                  | ガンダムデスサイズ EW（エンドレスワルツ）      | 2010年9月  |                    |
| 139 | RGZ-95                    | リゼル                                         | 2010年10月 |                    |
| 140 | GNT-0000                  | ダブルオークアンタ                             | 2010年11月 |                    |
| 141 | RGZ-95C                   | リゼル（隊長機）                               | 2011年1月  |                    |
| 142 | XXXG-01D2                 | ガンダムデスサイズヘル EW                      | 2011年2月  |                    |
| 143 | XXXG-01S                  | シェンロンガンダム EW                          | 2011年3月  |                    |
| 144 | XXXG-01W                  | ウイングガンダム EW                            | 2011年3月  |                    |
| 145 | GN-0000+GNR-010           | ダブルオーライザー                             | 2011年5月  |                    |
| 146 | OZ-13MS                   | ガンダムエピオン EW                            | 2011年6月  | 初回生産分特典付き |
| 147 | MSN-001A1                 | デルタプラス                                   | 2011年8月  |                    |
| 148 | GN-0000GNHW/7SG           | ダブルオーガンダム セブンソード/G              | 2011年9月  |                    |
| 149 | XXXG-01SR                 | ガンダムサンドロック EW                        | 2011年10月 |                    |
| 150 | RX-0                      | フルアーマーユニコーンガンダム Ver.Ka          | 2011年12月 |                    |

#### 151-200
| No. | 型式番号        | 商品名                                                      | 発売時期   | 備考               |
| --- | --------------- | ----------------------------------------------------------- | ---------- | ------------------ |
| 151 | XXXG-01H        | ガンダムヘビーアームズ EW                                   | 2012年1月  |                    |
| 152 | GAT-X102        | デュエルガンダム アサルトシュラウド                         | 2012年2月  |                    |
| 153 | AGE-1           | ガンダムAGE-1 ノーマル                                      | 2012年2月  |                    |
| 154 | AGE-1T          | ガンダムAGE-1 タイタス                                      | 2012年3月  |                    |
| 155 | RX-0            | ユニコーンガンダム2号機バンシィ                             | 2012年3月  |                    |
| 156 | AGE-1S          | ガンダムAGE-1 スパロー                                      | 2012年4月  |                    |
| 157 | RMS-108         | マラサイ                                                    | 2012年5月  |                    |
| 158 | GAT-X207        | ブリッツガンダム                                            | 2012年6月  |                    |
| 159 | AGE-2           | ガンダムAGE-2 ノーマル                                      | 2012年8月  |                    |
| 160 | GAT-X103        | バスターガンダム                                            | 2012年9月  |                    |
| 161 | GAT-X303        | イージスガンダム                                            | 2012年10月 |                    |
| 162 | AGE-2DH         | ガンダムAGE-2 ダークハウンド                                | 2012年11月 |                    |
| 163 | RX-93           | νガンダム Ver.Ka                                            | 2012年12月 |                    |
| 164 | OZ-00MS         | トールギス EW                                               | 2013年1月  |                    |
| 165 | MSN-06S         | シナンジュ・スタイン Ver.Ka                                 | 2013年2月  | 初回生産分特典付き |
| 166 | RGZ-95          | リゼルC型(ディフェンサーa+dユニット/ゼネラル・レビル配備機) | 2013年3月  |                    |
| 167 | MSN-06S         | シナンジュ                                                  | 2013年3月  |                    |
| 168 | RGM-96X         | ジェスタ                                                    | 2013年4月  |                    |
| 169 | GAT-X105        | エールストライクガンダム Ver.RM                             | 2013年5月  |                    |
| 170 | AGE-2DB         | ガンダムAGE-2 ダブルバレット                                | 2013年6月  |                    |
| 171 | AMS-119         | ギラ・ドーガ                                                | 2013年7月  |                    |
| 172 | RX-78-2         | ガンダム Ver.3.0                                            | 2013年8月  |                    |
| 173 | MBF-02+EW454F   | ストライクルージュオオトリ装備 Ver.RM                       | 2013年9月  |                    |
| 174 | XXXG-00W0       | ウイングガンダムプロトゼロ EW                               | 2013年10月 |                    |
| 175 | MSN-04          | サザビー Ver.Ka                                             | 2013年12月 |                    |
| 176 | GAT-X105B       | ビルドストライクガンダム フルパッケージ                     | 2014年1月  |                    |
| 177 | GX-9900         | ガンダムX                                                   | 2014年1月  |                    |
| 178 | RX-0            | ユニコーンガンダム3号機 フェネクス                          | 2014年2月  |                    |
| 179 | 侍ノ弐          | 戦国アストレイ頑駄無                                        | 2014年2月  |                    |
| 180 | RX-178B         | ビルドガンダムMk-II                                         | 2014年3月  |                    |
| 181 | UB-01           | ユニバースブースター                                        | 2014年3月  |                    |
| 182 | Concept-X 6-1-2 | ターンX                                                     | 2014年6月  |                    |
| 183 | RX-93-ν2        | Hi-νガンダム Ver.Ka                                         | 2014年8月  |                    |
| 184 | MBF-P03D        | ガンダムアストレイ ブルーフレームD                          | 2014年11月 |                    |
| 185 | PPGN-001        | ガンダムエクシアダークマター                                | 2015年2月  |                    |
| 186 | GX-9901-DX      | ガンダムダブルエックス                                      | 2015年3月  |                    |
| 187 | MSN-00100       | 百式 Ver.2.0                                                | 2015年5月  |                    |
| 188 | XXXG-01Wfr      | ガンダムフェニーチェリナーシタ                              | 2015年6月  |                    |
| 189 | PA-78-3A        | ガンダムアメイジングレッドウォーリア                        | 2015年8月  |                    |
| 190 | RX-78-02        | ガンダム（GUNDAM THE ORIGIN版）                             | 2015年11月 |                    |
| 191 | LM314V21        | V2ガンダム Ver.Ka                                           | 2015年12月 |                    |
| 192 | ZGMF-X10A       | フリーダムガンダム Ver.2.0                                  | 2016年4月  |                    |
| 193 | FA-78           | フルアーマーガンダム Ver.Ka(GUNDAM THUNDERBOLT版)           | 2016年7月  |                    |
| 194 | MS-06R          | 高機動型ザク“サイコ・ザク” Ver.Ka(GUNDAM THUNDERBOLT版)     | 2016年12月 |                    |
| 195 | RGM-79SP        | ジム・スナイパーII                                          | 2017年1月  |                    |
| 196 | ZGMF-X13A       | プロヴィデンスガンダム                                      | 2017年3月  |                    |
| 197 | ZGMF-X09A       | ジャスティスガンダム                                        | 2017年6月  |                    |
| 198 | MSZ-010         | ΖΖガンダム Ver.Ka                                           | 2017年9月  |                    |
| 199 | RGM-79SC        | ジム・スナイパーカスタム                                    | 2017年11月 |                    |
| 200 | RGM-79G         | ジム・コマンド（コロニー戦仕様）                            | 2017年12月 |                    |

#### 201-250
| No. | 型式番号               | 商品名                                         | 発売時期       | 備考           |
| --- | ---------------------- | ---------------------------------------------- | -------------- | -------------- |
| 201 | PLAN303E               | ディープストライカー                           | 2018年3月      |                |
| 202 | RX-0                   | ユニコーンガンダム2号機 バンシィ Ver.Ka        | 2018年3月      |                |
| 203 | F91                    | ガンダムF91 Ver.2.0                            | 2018年5月      |                |
| 204 | RGM-89                 | ジェガン                                       | 2018年7月      |                |
| 205 | GNT-0000/FS            | ダブルオークアンタフルセイバー                 | 2018年9月      |                |
| 206 | MSN-06S                | シナンジュ・スタイン（ナラティブVer.）         | 2019年1月      |                |
| 207 | GN-002                 | ガンダムデュナメス                             | 2019年3月      |                |
| 208 | AGEIIMAG               | ガンダムAGEIIマグナム                          | 2019年3月      |                |
| 209 | MSA-0011[Ext]/MSa-0011 | Ex-Sガンダム/Sガンダム                         | 2019年4月      |                |
| 210 | RX-78 NT-1             | ガンダムNT-1 Ver.2.0                           | 2019年6月      |                |
| 211 | ZGMF-1000/A1           | ガナーザクウォーリア(ルナマリア・ホーク専用機) | 2019年9月      |                |
| 212 | ASW-G-08               | ガンダムバルバトス                             | 2019年12月     |                |
| 213 | FA-010A                | FAZZ Ver.Ka                                    | 2020年2月      |                |
| 214 | GN-003                 | ガンダムキュリオス                             | 2020年5月      |                |
| 215 | XXXG-00W0              | ウイングガンダムゼロ EW Ver.Ka                 | 2020年11月     |                |
| 216 | ZGMF-1017              | モビルジン                                     | 2021年4月      |                |
| 217 | MVF-X08                | エクリプスガンダム                             | 2021年8月      |                |
| 218 | GN-005                 | ガンダムヴァーチェ                             | 2021年11月     |                |
| 219 | MS-09                  | ドム                                           | 2022年2月      | リニューアル版 |
| 220 | MS-09R                 | リック・ドム                                   | 2022年3月      | リニューアル版 |
| 221 | MSZ-006                | ゼータガンダム Ver.Ka                          | 2023年4月      |                |
| 222 | RX-9/C                 | ナラティブガンダム C装備 Ver.Ka                | 2024年4月      |                |
| 223 | MSN-06S-2              | シナンジュ・スタイン (ナラティブ Ver.) Ver.Ka  | 2024年6月      |                |
| 224 | ASW-G-XX               | ガンダムヴィダール                             | 2025年3月      |                |
| 225 | ASW-G-08               | ガンダムバルバトスルプス                       | 2025年11月予定 |                |

### MGEX
| 商品名                                  | 発売時期   | 備考 |
| --------------------------------------- | ---------- | ---- |
| MGEX 1/100 ユニコーンガンダム Ver.Ka    | 2020年9月  |      |
| MGEX 1/100 ストライクフリーダムガンダム | 2022年11月 |      |

### MGSD
| 商品名                       | 発売時期   | 備考 |
| ---------------------------- | ---------- | ---- |
| MGSD フリーダムガンダム      | 2023年1月  |      |
| MGSD ガンダムバルバトス      | 2023年10月 |      |
| MGSD ウイングガンダムゼロ EW | 2024年11月 |      |

### アニメーションカラーバージョン
| 型式番号 | 商品名                                                        | 発売時期  | 備考 |
| -------- | ------------------------------------------------------------- | --------- | ---- |
| RX-78-2  | ガンダム Ver.ONE YEAR WAR 0079 アニメーションカラーバージョン | 2007年7月 |      |

### 特別仕様品（一般発売）
| 型式番号     | 商品名                                                                       | 発売時期       | 備考                           |
| ------------ | ---------------------------------------------------------------------------- | -------------- | ------------------------------ |
| RX-78-2      | ガンダム クリスタルバージョン                                                | 1996年10月     |                                |
| MS-06S       | ザクII クリスタルバージョン                                                  | 1996年10月     |                                |
| MS-06F/J     | ザクII クリスタルバージョン                                                  | 1996年10月     |                                |
| RX-78-2      | ガンダム コーティングバージョン                                              | 1998年6月      |                                |
| MSZ-006      | ゼータガンダム コーティングバージョン                                        | 1998年7月      |                                |
| MS-06S       | ザクII コーティングバージョン                                                | 1999年8月      |                                |
| RX-78GP01-Fb | ガンダム試作1号機フルバーニアン コーティングバージョン                       | 1999年1月      |                                |
| RX-78GP02A   | ガンダム試作2号機 コーティングバージョン                                     | 1999年12月     |                                |
| MS-06F/J     | ザクII コーティングバージョン                                                | 1999年12月     |                                |
| GF13-017NJII | ハイパーモード Gガンダム                                                     | 2003年4月      |                                |
| GF13-001NHII | ハイパーモード マスターガンダム                                              | 2003年4月      |                                |
| ZGMF-X10A    | フリーダムガンダム エクストラフィニッシュVer.                                | 2005年8月      |                                |
| ZGMF-X20A    | ストライクフリーダムガンダム フルバーストモード                              | 2006年12月     | 初回生産分特典付き             |
| ZGMF-X42S    | デスティニーガンダム エクストリームブラストモード                            | 2007年10月     |                                |
| MSN-04       | サザビー メタリックコーティングVer.                                          | 2007年12月     |                                |
| RX-93        | νガンダム メタリックコーティングVer.                                         | 2008年2月      |                                |
| ZGMF-X20A    | ストライクフリーダムガンダム エクストラフィニッシュVer.                      | 2008年9月      |                                |
|              | 真武者頑駄無 戦国の陣                                                        | 2009年3月      |                                |
| RX-0         | ユニコーンガンダム Ver.Ka チタニウムフィニッシュ                             | 2009年3月      | 2009年限定生産                 |
| GN-001       | ガンダムエクシア イグニッションモード                                        | 2009年7月      | 初回生産分のみの限定特価で販売 |
| GN-001       | ガンダムエクシア（トランザムモード）グロスインジェクションバージョン         | 2010年2月      |                                |
| MSN-06S      | シナンジュ Ver.Ka チタニウムフィニッシュ                                     | 2010年2月      |                                |
| RX-0         | ユニコーンガンダム HDカラー+MS CAGE                                          | 2010年3月      |                                |
| RX-78-2      | ガンダム Ver.2.0 チタニウムフィニッシュ                                      | 2010年3月      |                                |
| RX-0         | ユニコーンガンダム2号機バンシィ チタニウムフィニッシュ                       | 2012年12月     |                                |
| RX-93        | νガンダム Ver.Ka チタニウムフィニッシュ                                      | 2013年11月30日 |                                |
| RX-0         | ユニコーンガンダム(レッド/グリーン TWIN FRAME EDTION) チタニウムフィニッシュ | 2016年12月     |                                |
| RX-78-02     | ガンダム（GUNDAM THE ORIGIN版）スペシャルVer.                                | 2017年3月      |                                |

### ゲームカラーバージョン
| 型式番号 | 商品名                                                                     | 発売時期  | 備考 |
| -------- | -------------------------------------------------------------------------- | --------- | ---- |
| MS-06F/J | ザクII "ONE YEAR WAR 0079" 設定カラーバージョン                            | 2005年4月 |      |
| MS-07B   | グフ "ONE YEAR WAR 0079" 設定カラーバージョン                              | 2005年4月 |      |
| MS-09    | ドム "ONE YEAR WAR 0079" 設定カラーバージョン                              | 2005年4月 |      |
| MS-14S   | ゲルググ シャア・アズナブル大佐機 "ONE YEAR WAR 0079" 設定カラーバージョン | 2005年4月 |      |

### プロショップ専用商品
| 型式番号 | 商品名                                    | 発売時期   | 備考 |
| -------- | ----------------------------------------- | ---------- | ---- |
| RX-78-2  | ガンダム Ver.1.5 川口克己プロデュース仕様 | 2007年9月  |      |
| MS-06J   | ザク Ver.2.0（川口名人Ver.）              | 2008年7月  |      |
| RX-78-2  | ガンダム Ver.2.0 メカニカルクリアVer.     | 2009年6月  |      |
| MS-06R-1 | ザクII Ver.2.0 ア・バオア・クー防衛部隊機 | 2009年12月 |      |
| RB-79    | ボール（ファクトリーイメージカラー）      | 2010年6月  |      |

### 限定生産版（一般発売）
- MSZ-006-3 ゼータガンダム3号機（2007年3月）
- RX-178 ガンダムMk-II Ver.2.0（エゥーゴ）HDカラー（2008年11月）
- RX-178 ガンダムMk-II Ver.2.0（ティターンズ）HDカラー（2008年11月）
- MSZ-006 ゼータガンダム Ver.2.0 HDカラー（2009年1月）
- MSN-00100 百式 HDカラー（2009年2月）

MGファーストガンダムキャンペーン
ディスプレイ用スペシャル特典付属。
- RGM-79 ジム
- RX-77-2 ガンキャノン
- MS-06S シャア専用ザク Ver.2.0
- MS-06J ザク Ver.2.0
- MS-07B グフ
- MS-09 ドム
- MSM-07S シャア専用ズゴック
- MSM-07 ズゴック
- MSM-04 アッガイ
- YMS-15 ギャン
以上10点、2008年7月。

ガンプラ30周年MGクリアパーツキャンペーン
スペシャルクリア外装パーツ付。
第1弾
- RX-77-2 ガンキャノン
- MSM-07S シャア専用ズゴック
- MSM-04 アッガイ
- MS-06J 量産型ザク Ver.2.0
- MS-06S シャア専用ザク Ver.2.0
- MS-14S シャア専用ゲルググ Ver.2.0
- RX-78-2 ガンダム Ver.2.0
- LM312V04 Vガンダム Ver.Ka
- ZGMF-X10A フリーダムガンダム
- XXXG-00W0 ウイングガンダムゼロ（エンドレスワルツ版）
- F91 ガンダムF91
- ZGMF-X20A ストライクフリーダムガンダム
- ZGMF-X42S デスティニーガンダム
- ZGMF-X56S/α フォースインパルスガンダム
- ZGMF-X19A インフィニットジャスティスガンダム
- MSZ-010 ダブルゼータガンダム
- RX-93 ニューガンダム
- MSN-00100 百式
- RX-178 ガンダムMk-II Ver.2.0
- MSZ-006 ゼータガンダム Ver.2.0
- RGM-79 ジム Ver.2.0
- MS-07B グフ Ver.2.0
以上22点、2009年12月。

第2弾
- GF13-017NJII Gガンダム
- RB-79 ボール Ver.Ka
- RX-93-ν2 Hi-ニューガンダム
- GAT-X105E ストライクノワールガンダム
- RX-78-2 ガンダム Ver.ONE YEAR WAR 0079 アニメーションカラーバージョン
- MBF-P02KAI ガンダムアストレイレッドフレーム改
以上6点、2010年2月。
- MS-09 ドム
- MS-18E ケンプファー
- MS-07B-3 グフカスタム
- YMS-15 ギャン
- XM-X1 クロスボーンガンダムX-1フルクロス
- MSN-04 サザビー
- RX-79[G] 陸戦型ガンダム
- GAT-X105 エールストライクガンダム
- GN-001 ガンダムエクシア
- RX-75 ガンタンク
以上10点、2010年3月。

### 限定商品
- RX-78-2 ガンダム メッキVer.（時期不明）
部分メッキ。青印刷パッケージ。
- MS-06S シャア専用ザクII クリア仕様（時期不明）
「JAF CON」にて限定販売。
- MS-06S ガイア専用ザクII（黒い三連星）（時期不明）
「JAF CON」にて限定販売。外箱が「シャア専用ザク」のままの仕様。
- RX-78-2 ガンダム クリアVer.（時期不明）
コンテスト限定。
- MS-06S シャア専用ザクII クリアVer.（時期不明）
コンテスト限定。
- MSZ-006 ゼータガンダム ゴールドメッキヴァージョン（時期不明）
「MODELER'S CUP」非売品。
- RX-78GP01 ガンダム試作1号機 特製メッキ仕様（1997年7月）
「バンダイプラモデルパワフルキャンペーン」当選プレゼント。
- RX-78GP01 ガンダム試作1号機 メッキコーティング仕様（1999年7月）
「B-CLUBガレージキットサマーキャンペーン」当選プレゼント。
- RX-78/C.A キャスバル専用ガンダム メッキコーティング仕様（1999年10月）
- MS-14A ガトー専用ゲルググ メッキコーティング仕様（1999年10月）
以上2点、「第39回全日本模型ホビーショー」にて限定販売。
- RX-78NT-1 ガンダムNT-1 ゴールドコーティング仕様（2000年）
「キャラクタープラモデルコンテスト」金賞プレゼント。
- FXA-05D/RX-178 スーパーガンダム メッキクリアコーティング仕様（2000年7月）
- MS-09R リック・ドム メッキクリアコーティング仕様（2000年7月）
以上2点、「JAF CON 9」にて限定販売。
- RX-78NT-1 ガンダムNT-1 メタルクリアコーティング仕様（2000年9月）
- MS-09R-S シャア専用リック・ドム コーティング仕様（2000年9月）
以上2点、「プラモデル・ラジコンショー2000 in TOKYO」にて限定販売。
- MS-09 ランバ・ラル専用ドム コーティング仕様（2000年10月）
「電撃ホビーマガジンイベント」にて限定販売。
- RX-79[G] 陸戦型ガンダム 迷彩仕様（2001年8月）
「C3」にて限定販売。迷彩カラーのバリエーションは全部で9種類。
- MS-06F/J 量産型ザク クリアヴァージョン（2003年）
「MODELER'S CUP」非売品。
- RX-78-2 ガンダム Ver.1.5 メッキバージョン（2003年8月）
「バンダイミュージアム」にて限定販売。
- RX-78GP03S ガンダム試作3号機ステイメン コーティング仕様（2003年12月）
「香港EXPO」にて限定販売。
- GAT-X105 エールストライクガンダム ディアクティブモード（2004年10月）
「プラモデル・ラジコンショー」にて限定販売。
- RX-78-2 ガンダム 1年戦争戦勝記念仕様（2005年）
マスターグレード第1作「RX-78-2 ガンダム」発売10周年記念モデル。日本を除くアジア地域限定販売。
- XXXG-00W0 ウイングガンダム ゼロ エンドレスワルツ版（パールミラーコーティングバージョン）（2005年8月）
「キャラホビ2005」にて限定販売。
- YMS-15 ギャン エクストラフィニッシュバージョン（2006年8月）
「キャラホビ2006」にて限定販売。
- RX-78-2 ガンダム Ver.ONE YEAR WAR 0079 エクストラフィニッシュバージョン（2006年8月）
- ZGMF-X10A フリーダムガンダム クリアカラーバージョン（2006年8月）
以上2点、「ガンプラEXPO」にて限定販売。
- RX-78-2 ガンダム 大河原邦男イラストイメージカラー仕様（2006年9月）
「2006サマーMGガンプラクジキャンペーン」当選プレゼント。
- MS-06F-2 ザクII F2型 クリアバージョン（2007年）
- MS-06F-2 ザクII F2型 ブルークリアバージョン（2007年）
- MS-06F-2 ザクII F2型 レッドクリアバージョン（2007年）
以上3点、モデラーズカップ景品。
- ZGMF-X20A ストライクフリーダムガンダム クリアカラーバージョン（2007年4月）
「ガンプラEXPO in 静岡」にて限定販売。以後のイベントでも販売あり。
- MSM-07S シャア専用ズゴック エクストラフィニッシュバージョン（2007年8月）
「キャラホビ2007」にて限定販売。
- RX-78-2 ガンダム Wii『機動戦士ガンダム MS戦線0079』発売記念限定カラーバージョン（2007年10月）
Wii『機動戦士ガンダム MS戦線0079』発売記念キャンペーン当選プレゼント。
- WD-M01 ∀ガンダム 金メッキバージョン（2007年）
「マスターグレードNo100予想キャンペーン」当選プレゼント。
- MS-06J ザク Ver.2.0 装甲パーツクリアーバージョン（2007年）
電撃ホビーマガジン「電撃MGザク Ver.2.0コンペ」上位入賞者賞品。
- RX-78-2 ガンダム Ver.ONE YEAR WAR 0079（劇場版イメージカラー）（2008年3月）
DVD「機動戦士ガンダム劇場版メモリアルボックス」発売記念限定カラーバージョン。Yahoo!ショッピング限定販売。
- MS-06J 量産型ザク Ver.2.0 リアルタイプカラー仕様（2008年4月）
「ガンプラEXPO in 名古屋」にて限定販売。以後のイベントでも販売あり。
- RX-78-3 G3ガンダム Ver.ONE YEAR WAR 0079（2008年8月）
「キャラホビ2008」にて限定販売。
- RX-0 ユニコーンガンダム スペシャルカラー（2008年）
月刊ガンダムエース2008年9月号読者プレゼント。
- RX-78-2 ガンダム Ver.2.0 クリアカラーVer.（2009年3月）
- ZGMF-X42S デスティニーガンダム クリアカラー Ver.（2009年3月）
以上2点、「ガンプラEXPO in 広島」にて限定販売。以後のイベントでも販売あり。
- RX-78-2 ガンダム Ver.O.Y.W. 0079 ガンダムクライシス イメージカラーバージョン（2009年3月）
富士急ハイランド限定販売。
- MBF-02 ストライクルージュ クリアカラーバージョン（2009年）
海外限定販売。
- GAT-X105 エールストライクガンダム+バズーカ（2009年）
白黒印刷パッケージ。
- MS-06S シャア専用ザク Ver.2.0 エクストラフィニッシュバージョン（2009年8月）
「ガンダムビッグエキスポ」にて限定販売。
- MS-06J 量産型ザクVer.2.0（エクストラフィニッシュバージョン）（2009年8月）
- ZGMF-X56S インパルスガンダム（フルカラーメッキバージョン）（2009年8月）
以上2点、「キャラホビ2009」にて限定販売。
- RX-78-2 ガンダム Ver.ONE YEAR WAR 0079 カップヌードル オリジナルカラー バージョン （2009年）
カップヌードルオリジナル「MG RX-78-2ガンダム」プレゼントキャンペーン当選品。
- RX-78-2 ガンダム Ver.2.0 MECHANICAL SMOKED CLEAR Ver.（2009年12月）
海外限定販売。
- XXXG-00W0 ウイングガンダム ゼロ（エンドレスワルツ版）パールグロスバージョン（2010年）
青印刷パッケージ。
- 武者ガンダムMk-II 徳川家康Ver.（2010年7月）
「模型の世界首都 静岡ホビーフェア」及びプレミアムバンダイ限定販売。
- MS-07B グフ Ver.2.0 クリアカラーバージョン（2010年8月）
「ガンダムスーパーエキスポ東京2010」にて限定販売。
- ZGMF-X42S-REVOLUTION ハイネ専用デスティニーガンダム（2010年8月）
- MS-06S シャア専用ザク Ver.2.0 クリアカラーバージョン（2010年8月）
以上2点、「ガンダムスーパーエキスポ東京2010」にて限定販売。以後のイベントでも販売あり。
- MSZ-006 ゼータガンダム Ver.2.0 エクストラフィニッシュバージョン（2010年8月）
「キャラホビ2010」にて限定販売。
- MS-06J 量産型ザク Ver.2.0 クリアカラーバージョン（2010年9月）
「ガンプラEXPO JAPAN tour」にて限定販売。以後のイベントでも販売あり。
- MS-06S シャア専用ザク Ver.2.0 カップヌードル オリジナル クリアカラーバージョン（2010年）
カップヌードルオリジナル「MG MS-06S シャア専用ザクVer.2.0（クリアカラー）」プレゼントキャンペーン当選品。
- RX-78-2 ガンダム チタニウムフィニッシュVer.（2011年3月）
- RX-78-2 ガンダム Ver.ONE YEAR WAR 0079 チタニウムフィニッシュVer.（2011年3月）
- RX-78-2 ガンダム Ver.ONE YEAR WAR 0079 クロームメッキVer.（2011年3月）
- RX-78-2 ガンダム Ver.2.0 純金メッキVer.（2011年3月）
以上4点、クラブMG ポイントサービス景品。
- GNT-0000 ダブルオークアンタ クリアカラーバージョン（2011年7月）
「ガンプラEXPO ワールドツアー 2011」限定。
- GAT-X207 ブリッツガンダム ミラージュコロイド クリアVer.（2012年8月）
「キャラホビ2012」にて限定販売。
- RX-78-2 ガンダムVer.2.0リアルタイプカラー 超・大河原邦男展Ver.（2013年3月）
「超・大河原邦男展」にて限定販売。
- RX-93 νガンダム Ver.GFT（2013年7月）
「ガンダムフロント東京」にて限定販売オフィシャルグッズ。
- MS-06S シャア専用ザクVer.2.0 チタニウムフィニッシュVer.（2013年11月）
- RX-0 フルアーマーユニコーンガンダム メカニカルクリアVer.（2013年11月）
以上2点、「ガンプラEXPO ワールドツアージャパン 2013」限定。
- RX-78-2 ガンダム Ver.3.0 Ver.GFT（2013年12月）
「ガンダムフロント東京」にて限定販売。
- GAT-X105B ビルドストライクガンダム フルパッケージ プラフスキーパーティクルクリアVer.（2014年3月）
「ガンダムビルドファイターズ」BD-BOX1・マスターグレード版に同梱。
- RX-93 νガンダム Ver.Ka メカニカルクリア（2014年11月）
「ガンプラEXPO 2014」にて限定販売。以後のイベントでも販売あり。
- XXXG-00W0 ウイングガンダムプロトゼロ EW カラークリア（2015年7月）
- MBF-P02 ガンダムアストレイ レッドフレーム カラークリア（2015年8月）
- GN-0000+GNR-010 ダブルオーライザー カラークリア（2015年8月）
- RX-0 ユニコーンガンダム グリーンフレーム／カラークリア（2015年9月）
以下4点、「機動戦士ガンダム展 東京」にて限定販売。
- ZGMF-X20A ストライクフリーダムガンダム メカニックデザイナー 大河原邦男展Ver.（2015年8月）
「メカニックデザイナー 大河原邦男展」にて限定販売。
- PPGN-001 ガンダムアメイジングエクシア（2015年9月）
「第55回 全日本模型ホビーショー」にて限定販売。以後はプレミアムバンダイにて限定販売。
- RX-93-ν2 Hi-νガンダム Ver.Ka メカニカルクリア（2015年11月）
「ガンプラEXPO 2015」にて限定販売。
- MSN-04 サザビー Ver.Ka メカニカルクリア（2016年8月）
「ガンプラEXPO 2016」にて限定販売。
- MBF-P01 ガンダムアストレイ ゴールドフレーム（2017年10月）
「ガンプラEXPO 2017」にて限定販売。
- ダブルオーザンライザー[クリアカラー]（2021年5月）
「ガンダムベース」にて限定販売。
- ガナーザクウォーリア(ルナマリア・ホーク専用機)[クリアカラー]（2021年8月）
「ガンダムベース」にて限定販売。
- ガンダムバルバトス[リーサキュレーションカラー／ネオンブルー]（2022年7月）
「ガンダムベース」にて限定販売。
- RX-93 νガンダム Ver.Ka (サイコフレーム発動イメージカラー)（2022年8月）
「GUNDAM SIDE-F」にて限定販売。
- ガンダムエクシア[リサーキュレーションカラー／ネオンパープル]（2023年4月）
「ガンダムベース」にて限定販売。
- モビルジン(ミゲル・アイマン専用機)（2024年3月）
「HYPER PLAMO Fes.2024」、プレミアムバンダイにて限定販売。
- イージスガンダム[クリアカラー]（2024年3月）
「ガンダムベース」にて限定販売。
- 量産型リコ専用ザク（2024年8月）
「ガンダムベース」、プレミアムバンダイにて限定販売。
- ガンダムMk-V[クリアカラー]（2025年2月）
「ガンダムベース」にて限定販売。

### プレミアムバンダイ限定販売
- MS-06J ザク Ver.2.0 MSイグルー2 重力戦線イメージカラーバージョン（2009年6月）
- MS-07B-3 グフカスタム MSイグルー2 重力戦線イメージカラーバージョン（2009年6月）
- MS-09 ドム MSイグルー2 重力戦線イメージカラーバージョン（2009年6月）
- トランザムライザー（2011年10月）
- RX-0 ユニコーンガンダム2号機バンシィVer.Ka 最終決戦仕様（2012年3月）
- MSA-003 ネモ ユニコーンカラーVer.（2012年4月）
- MSA-003 ネモ ユニコーンデザートカラーVer.（2012年4月）
- RX-78-2 ガンダム Ver.2.0 リアルタイプカラー（2012年6月）
- MS-06S ザクII Ver.2.0 リアルタイプカラー（2012年6月）
- MS-06S 黒い三連星 ザクVer.2.0（2012年9月）
- OZ-00MS2 トールギスII（2013年3月）
- MS-06R-1A ザクII（ユーマ・ライトニング少尉機）（2013年4月）
- MS-06S ジョニー・ライデン専用ザクII（2013年5月）
- XM-X2 クロスボーンガンダムX2 Ver.Ka（2013年6月）[j 1]
- RMS-108 マラサイ（ユニコーンカラーVer.）（2013年7月）[j 2]
- MS-06R-1A アナベル・ガトー専用ザクII Ver.2.0（2013年8月）[j 3]
- AGE-1 ガンダムAGE-1 2号機（2013年9月）[j 4]
- AGE-2SP ガンダムAGE-2 特務隊仕様（2013年9月）[j 4]
- AMS-119 ギラ・ドーガ（レズン・シュナイダー機） （2013年9月）[j 5]
- XM-X3 クロスボーンガンダムX3 Ver.Ka（2013年12月）[j 6]
- MBF-P02 ガンダムアストレイ レッドフレーム（2014年1月）[j 7]
- MBF-P0X アストレイノワール（2014年1月）[j 8]
- GN-001REII ガンダムエクシアリペアII（2014年2月）[j 9]
- ZGMF-X56S/ι デスティニーインパルスガンダムR（2014年2月）[j 10]
- RX-78-1 プロトタイプガンダム（2014年4月）[j 11]
- FA-78-1 フルアーマーガンダム ブルーカラーVer.（2014年4月）[j 12]
- MS-06F ドズル・ザビ専用ザクII（2014年6月）[j 13]
- RX-0[N] ユニコーンガンダム2号機バンシィ・ノルン（2014年6月）[j 14]
- MS-14C ゲルググ・キャノン（MSVカラー）（2014年7月）[j 15]
- MS-07B マ・クベ専用グフ（2014年8月）[j 16]
- MSA-0011[Bst] Sガンダム ブースターユニット装備（2014年8月）[j 17]
- RX-0 フルアーマーユニコーンガンダム レッドカラーVer.（2014年8月）[j 18]
- GN-0000GNHW/7SGD2 ダブルオーガンダム セブンソード/G インスペクション（2014年9月）[j 19]
- MS-06FS ガルマ・ザビ専用 ザクII（2014年12月）
- OZ-00MS2B トールギスIII（2015年1月）
- MSZ-006-3B ゼータガンダム3号機B型 グレイ・ゼータ（2015年2月）
- MS-09R ドズル・ザビ専用リック・ドム（2015年3月）
- RX-0 ユニコーンガンダム2号機 バンシィ・ノルン（最終決戦Ver.）（2015年3月）
- MS-06R-2 ギャビー・ハザード専用ザクII（2015年6月）
- MSZ-006P2/3C ゼータガンダム3号機P2型 レッド・ゼータ（2015年6月）
- AMS-119C ギラ・ドーガ（フル・フロンタル専用機）（2015年7月）
- ターンエーガンダム（月光蝶Ver.）（2015年7月）
- RGC-80 ジム・キャノン（2015年8月）
- FA-78-2 ヘビー・ガンダム（2015年9月）
- XXXG-01Wfr/A ガンダムフェニーチェリナーシタアルバ（2015年10月）
- XXXG-01S2 アルトロンガンダム EW（エンドレスワルツ）（2015年10月）
- RGM-96X ジェスタ・キャノン（2015年11月）
- MSR-100S 量産型百式改（2015年12月）
- GAT-X105B/ST スタービルドストライクガンダム（RGシステムVer.）（2016年4月）[j 20]
- MS-06R-1A エリック・マンスフィールド専用ザクII（2016年5月）[j 21]
- ZGMF-X10A フリーダムガンダム Ver.2.0 フルバーストモード スペシャルコーティングVer.（2016年5月）[j 22]
- MSZ-006C1 ゼータプラス(ユニコーンVer.)（2016年6月）[j 23]
- AMS-119 ギラ・ドーガ(ユニコーンVer.)（2016年6月）[j 24]
- RGM-79 パワード・ジム（2016年7月）[j 25]
- MSR-00100S 百式改（2016年8月）[j 26]
- ZGMF-X56S インパルスガンダムブランシュ（2016年9月）[j 27]
- XXXG-H01H2 ガンダムヘビーアームズ改 EW（エンドレスワルツ）（2016年10月）[j 28]
- GAT-X105+AQM/E-YM1 パーフェクトストライクガンダム スペシャルコーティングVer.（2016年10月）[j 29]
- MS-06R-2 ロバート・ギリアム専用ザクII（2016年11月）
- FA-93 HWS νガンダム HWS Ver.Ka（2016年12月）[j 30]
- YMS-07 プロトタイプグフ（2017年1月）[j 31]
- RGM-179 ジムII（2017年1月）[j 32]
- RGM-80 ジム・キャノン（北米戦線仕様）（2017年4月）[j 33]
- RGM-79SP ジム・スナイパーII（ホワイト・ディンゴ隊仕様）（2017年4月）[j 34]
- MS-06R-1A シン・マツナガ専用ザクII（カスタムタイプ）（2017年6月）[j 35]
- XM-X2ex クロスボーンガンダムX2改 Ver.Ka（2017年6月）[j 36]
- GN-0000+GNR-010/XN ダブルオーザンライザー（2017年7月）[j 37]
- GNX-604T アドヴァンスドジンクス（2017年7月）[j 38]
- MS-06R-1A マサヤ・ナカガワ専用ザクII（2017年8月）[j 39]
- RX-78/C.A キャスバル専用ガンダム Ver.3.0（2017年8月）[j 40]
- FA-78 フルアーマーガンダム（GUNDAM THUNDERBOLT 版）ラストセッションVer.（2017年8月）[j 41]
- MS-06R 高機動型ザク高機動型ザク“サイコ・ザク”（GUNDAM THUNDERBOLT 版）ラストセッションVer.（2017年9月）[j 42]
- RX-121-1 ガンダムTR-1［ヘイズル改］（2017年9月）[j 43]
- RGM-179 ジムII(ユニコーンVer.)（2017年9月）[j 44]
- MS-06R-1 ブレニフ・オグス専用ザクII（2017年10月）[j 45]
- XXXG-01SR2 ガンダムサンドロック改 EW（エンドレスワルツ）（2017年10月）[j 46]
- RGM-79GS ジム・コマンド（宇宙戦仕様）（2017年11月）[j 47]
- ZGMF-X09A ジャスティスガンダム スペシャルコーティングVer.（2017年11月）[j 48]
- GNX-604 アドヴァンスドジンクス（デボラ機）（2017年11月）[j 49]
- MSZ-010S 強化型ΖΖガンダム Ver.Ka（2017年12月）[j 50]
- MS-14B ユーマ・ライトニング専用高機動型ゲルググ（2018年1月）[j 51]
- RGM-79SC ジム・スナイパーカスタム（テネス・Ａ・ユング機）（2018年1月）[j 52]
- XXXG-00W0 ウイングガンダムゼロ EW & ドライツバーク スペシャルコーティングVer.（2018年1月）[j 53]
- ZGMF-X13A プロヴィデンスガンダム スペシャルコーティングVer.（2018年1月）[j 54]
- MBF-02VV ガンダムアストレイ ターンレッド（2018年2月）[j 55]
- RX-121-1 ガンダムTR-1［ヘイズル改］（実戦配備カラー）（2018年2月）[j 56]
- GN-0000GNHW/7GS ダブルオーガンダム・セブンソード/G トランザムモード スペシャルコーティングVer.（2018年4月）[j 57]
- GN-0000Q ダブルオークアンタ トランザムモード スペシャルコーティングVer.（2018年4月）[j 58]
- RX-121-2A ガンダムTR-1［アドバンスド・ヘイズル］（2018年5月）[j 59]
- GNT-609T ジンクスIII（アロウズ型）（2018年5月）[j 60]
- RGM-79DO ジム・ドミナンス（2018年6月）[j 61]
- MS-06K ザク・キャノン（イアン・グレーデン専用機）（2018年7月）[j 62]
- FF-X29A Gパーツ［フルドド］（2018年7月）[j 63]
- FF-X29A Gパーツ［フルドド］（実戦配備カラー）（2018年7月）[j 64]
- GX-9900 ガンダムX3号機（2018年7月）[j 65]
- MS-14A アナベル・ガトー専用ゲルググ Ver.2.0（2018年8月）[j 66]
- GN-001/hs-A01D ガンダムアヴァランチエクシアダッシュ（2018年8月）[j 67]
- ポリポッドボール（2018年8月）[j 68]
- RGM-79 ジム（ホワイト・ディンゴ隊仕様）（2018年9月）[j 69]
- RGC-80 ジム・キャノン（ホワイト・ディンゴ隊仕様）（2018年9月）[j 70]
- ガンダムストームブリンガー（2018年9月）[j 71]
- MS-06F-2 ザクII F2型（ノイエン・ビッター機）（2018年11月）[j 72]
- MS-06F-2 ザクII F2型（キンバライト基地仕様）（2018年11月）[j 73]
- RX-0 ユニコーンガンダム3号機 フェネクス（ナラティブVer.）（2018年11月）[j 74]
- F91 ガンダムF91 Ver.2.0 バックキャノン装備型&ツイン・ヴェスバー装着型（2018年11月）[j 75]
- キュベレイダムド（2018年11月）[j 76]
- LM314V23/24 V2アサルトバスターガンダム Ver.ka（2018年12月）[j 77]
- GNT-609T ジンクスIII（連邦カラー）（2018年12月）[j 78]
- RMS-179 ジムII・セミストライカー（2019年1月）[j 79]
- 百式壊(クラッシュ)（2019年1月）[j 80]
- F91 ガンダムF91 Ver.2.0（残像イメージカラー）（2019年2月）[j 81]
- MBF-P02 ガンダムアストレイ レッドドラゴン（2019年2月）[j 82]
- RGC-80 ジム・キャノン[レッド・ヘッド]（ジャブロー防衛隊仕様）（2019年3月）[j 83]
- MS-09G ドワッジ（2019年4月）[j 84]
- RGM-89D ジェガンD型（2019年4月）[j 85]
- RGM-96Xs ジェスタ(シェザール隊仕様 B&C班装備)（2019年4月）[j 86]
- RGZ-91B リ・ガズィ・カスタム（2019年5月）[j 87]
- XXXG-01S シェンロンガンダム EW(タウヤー装備)（2019年5月）[j 88]
- RGM-79D ジム(寒冷地仕様)（2019年6月）[j 89]
- RGM-79SP ジム・スナイパーII(リド・ウォルフ機)（2019年7月）[j 90]
- GNT0000/FS ダブルオークアンタフルセイバー[スペシャルコーティング]（2019年7月）[j 91]
- F90 ガンダムF90（2019年8月）[j 92]
- MS-09H ドワッジ改（2019年11月）[j 93]
- XXXG-01H ガンダムヘビーアームズ EW(イーゲル装備)（2019年11月）[j 94]
- GN-002 ガンダムデュナメス(トランザムモード)[メタリックグロスインジェクション]（2019年11月）[j 95]
- RGZ-91 リ・ガズィ(ユニコーンVer.)（2019年12月）[j 96]
- ZGMF-X56S/γ ブラストインパルスガンダム（2020年1月）[j 97]
- XXXG-01D ガンダムデスサイズ EW(ルーセット装備)（2020年4月）[j 98]
- ZGMF-1001/K スラッシュザクファントム(イザーク・ジュール専用機)（2020年4月）[j 99]
- RGM-89D ジェガンD型(先行配備機)（2020年6月）[j 100]
- F90 ガンダムF90Ⅱ Iタイプ（2020年7月）[j 101]
- キュベレイ・アンベリール（2020年8月）
- MBF-P02 ガンダムアストレイレッドフレーム フライトユニット（2020年8月）
- RMS-179 ジムII(エゥーゴカラーVer.)（2020年9月）
- MGEX ユニコーンガンダム Ver．Ka ［プレミアム “ユニコーンモード” ボックス］（2020年9月）
- ガンダムサンドロック EW(アーマディロ装備)（2020年10月）
- テスタメントガンダム（2020年11月）
- ガンダムストームブリンガー F.A.（フェイタル・アッシュ）／ジム・タービュレンス（2020年11月）
- ブレイズザクファントム／ブレイズザクウォーリア（2020年12月）
- ガンダムTR-1［ヘイズル・アウスラ］（2020年12月）
- ORX-013 ガンダムMK-V（2021年4月）
- ブレイズザクファントム（レイ・ザ・バレル専用機）（2021年6月）
- マニューバストライカーパック（2021年11月）
- ジングラディエイター（2022年7月）
- エクリプスガンダム ライジン装備（2022年11月）
- ライジンストライカーパック（2022年11月）
- ガンダムAGE-1 フルグランサ（[デザイナーズカラーVer.）（2023年1月）
- スタークジェガン（2023年2月）
- ガンダムアストレイ アウトフレームD（2023年4月）
- ガナーウィザード／スラッシュウィザード／ブレイズウィザードセット（2023年4月）
- ジョニー・ライデン専用ゲルググ（2023年7月）
- ケンプファー・シュヴェーア（2023年8月）
- エクリプスガンダム2号機（2023年9月）
- ガンダムエピオン EW（シュトゥルム・ウント・ドラング装備）（2023年12月）
- ガンダムF90 Nタイプ（2024年6月）
- ガンダムストームブリンガー P.F.（2024年8月）
- F90ⅢY クラスターガンダム（2024年10月）
- ガンダムアストレア＋プロトGNツインブロードブレイド（2025年1月）
- F80 ガンレイド（2025年6月）
- Ex-Sガンダム/Sガンダム (タスクフォースα Ver.)（2025年7月）
- ブレイズザクファントム (ディアッカ・エルスマン専用機)（2025年8月予定）

### ガンダムベース限定販売
MGEX、Ver.Ka、MGSD、オプション品を含めガンダムベース限定品を列挙する。
- MG 1/100 ガンダムベース限定 エールストライクガンダムVer.RM［クリアカラー］（2017年8月）
- MG 1/100 ガンダムベース限定 フリーダムガンダム Ver.2.0 [クリアカラー]（2017年8月）
- MG 1/100 ガンダムベース限定 RX-78-2 ガンダム Ver.3.0 [クリアカラー]（2017年8月）
- MG 1/100 ガンダムベース限定 トランザムライザー [クリアカラー]（2017年9月）
- MG 1/100 ガンダムベース限定 シナンジュ[メカニカルクリア]（2017年11月）
- MG 1/100 ガンダムベース限定景品 RX-78-2 ガンダム Ver.3.0[ゴールドコーティング]（2018年1月）
- MG 1/100 ガンダムベース限定 クロスボーンガンダムX-1 フルクロス [エクストラフィニッシュ]（2018年4月）
- MG 1/100 ガンダムベース限定 MSN-04 サザビーVer.Ka[スペシャルコーティング]（2018年4月）
- MG 1/100 ガンダムベース限定 MS CAGE（2019年4月）
- MG 1/100 ガンダムベース限定 ユニコーンガンダム ペルフェクティビリティ（2019年7月）
- MG 1/100 ガンダムベース限定 RX-78-2 ガンダムVer.3.0 [ガンダムベースカラー]（2019年11月）
- MG 1/100 ガンダムベース限定 V2アサルトバスターガンダムVer.Ka [チタニウムフィニッシュ]（2020年5月）
- MG 1/100 ガンダムベース限定 ガンダムバルバトス[クリアカラー]（2020年6月）
- MG 1/100 ガンダムベース限定 カタパルトベース（2020年6月）
- MG 1/100 ガンダムベース限定 FAZZ Ver.Ka[チタニウムフィニッシュ]（2020年8月）
- MGEX 1/100 ガンダムベース限定 ユニコーンガンダム Ver.TWC（2020年12月）
- MG 1/100 ガンダムベース限定 RX-78-2ガンダム(パーフェクトガンダムVer.)[アニメカラー]（2020年12月）
- MG 1/100 ガンダムベース限定 ガンダムエピオン EW[スペシャルコーティング]（2021年1月）
- MG 1/100 ガンダムベース限定 ザクウォーリア(ライブコンサート Ver.)（2021年3月）
- MG 1/100 ガンダムベース限定 フリーダムガンダム Ver.2.0[シルバーコーティング]（2021年4月）
- MG 1/100 ガンダムベース限定 RX-78-2 ガンダム Ver.3.0[チタニウムフィニッシュ]（2021年8月）
- MG 1/100 ガンダムベース限定 ボール Ver.Ka[メカニカルクリア]（2021年9月）
- MG 1/100 ガンダムベース限定 ウイングガンダムゼロEW Ver.Ka [クリアカラー]（2021年12月）
- MG 1/100 ガンダムベース限定 ガンダムアストレイレッドフレーム フライトユニット メッキフレーム/カラークリア（2022年2月）
- MG 1/100 ガンダムベース限定 ガンダムデュナメス[クリアカラー]（2022年3月）
- MG 1/100 ガンダムベース限定 エクリプスガンダム[クリアカラー]（2022年4月）
- MG 1/100 ガンダムベース限定 ガンダムAGE-1 ウェアシステムセット[クリアカラー]（2022年4月）
- MG 1/100 ガンダムベース限定 ガンダムF90[クリアカラー］（2022年6月）
- MG 1/100 ガンダムベース限定 ガンダムバルバトス用 拡張パーツセット[クリアカラー］（2022年6月）
- MG 1/100 ガンダムベース限定 パーフェクトストライクガンダム グランドスラム装備型（2022年8月）
- MG 1/100 ガンダムベース限定 ユニコーンガンダム(光の結晶体)（2022年8月）
- MG 1/100 ガンダムベース限定 ウイングガンダムゼロEW Ver.Ka [チタニウムフィニッシュ]（2022年12月）
- MG 1/100 ガンダムベース限定 ガンダムキュリオス[クリアカラー］（2023年1月）
- MG 1/100 ガンダムベース限定 ドム[クリアカラー]（2023年5月）
- MG 1/100 ガンダムベース限定 ガンダムナドレ（2023年10月）
- MG 1/100 ガンダムベース限定 ザクキャノン (ZガンダムVer.)（2023年11月）
- MGSD ガンダムベース限定 フリーダムガンダム [クリアカラー]（2024年5月）
- MG 1/100 ガンダムベース限定 デスティニーガンダム (ハイネ専用機)（2024年7月）
- MG 1/100 ガンダムベース限定 RX-78-3 G-3ガンダム Ver.3.0（2024年9月）
- MG 1/100 ガンダムベース限定 ガンダムエクシア[クリアカラー]（2024年11月）
- MG 1/100 ガンダムベース限定 ガンダムアストレイ レッドフレーム [リサーキュレーションカラー/ネオンピンク]（2025年4月）
- MG 1/100 ガンダムベース限定 百式 Ver.2.0 [メカニカルコアメッキ]（2025年10月予定）

### GUNDAM SIDE-F限定販売
- MG 1/100 GUNDAM SIDE-F限定 RX-93 νガンダム Ver.Ka (サイコフレーム発動イメージカラー)（2022年8月）
- MG 1/100 リ・ガズィ (逆襲のシャアVer.)（2024年4月）

### オプション

#### 一般発売品
- ガンプラLEDユニット2個セット（緑）（2011年9月）

HY2M-MG、HY2M-MG-Wは、HY2M-MGを参照。
ガンダムデカールは、ガンダムデカールを参照。
アクションベースは、アクションベースを参照。

#### 限定品
- MGバージョンアップパーツ ガンダムメカヘッド&メカハンド（2001年）
- MGバージョンアップパーツ ビームライフル（2001年）
- MGバージョンアップパーツ ザクメカヘッド&メカハンド（2001年）
- MGバージョンアップパーツ ザクマシンガン（2001年）
以上4点、マスターグレード・バージョンアップキャンペーンプレゼント品。
- MG Gガンダム バージョンアップパーツ（2001年11月）
電撃ホビーマガジン2002年1月号付録。
- ガンダムTR-1 ヘイズル ヘッドパーツ（2002年11月）
MGジム・クゥエル改造パーツ。電撃ホビーマガジン2003年1月号付録。
- MGオリジナルウエポンセット（2004年）
ストライクバズーカ、狙撃ライフル、ハンドパーツのセット。マスターグレードCOOLアイテムプレゼントキャンペーン、Cコースプレゼント。
- 狙撃ライフル+MS用ハンドパーツ（2005年）
- ストライク用バズーカ（2005年）
以上2点、モデラーズカップ2005賞品。
- MGストライクガンダム用バズーカ（2008年4月）
トイザらス限定、MGウエポンパーツキャンペーンプレゼント品。
- MGユニコーンガンダム専用ビームガトリングガン2丁セット（2008年4月）
「機動戦士ガンダムUC (4) パラオ攻略戦」特装版（福井晴敏著、角川書店）に付属。
- MGシナンジュ専用バズーカ（2009年4月）
「機動戦士ガンダムUC (8) 宇宙と惑星と」特装版（福井晴敏著、角川書店）に付属。
- ストライカーアダプターパーツ（2009年）
非売品。MG、1/100機動戦士ガンダムSEED VS ASTRAYシリーズ用。
- MGガンダムアストレイレッドフレーム改（スペシャルクリア外装パーツ付属版）用 CUSTOM CLEAR PARTS SET（2010年）
非売品。
- MGユニコーンガンダム専用ビーム・ガトリングガン2丁セット アニメカラーバージョン（2011年3月）
ガンダムUCエースVol.2付録。
- MGユニコーンガンダム専用アームド・アーマーDE（2013年3月）
「機動戦士ガンダムUC バンデシネ(8)」特装版（角川書店）に付属。
- MGユニコーンガンダム専用アームド・アーマーDE サイコフレーム発動仕様（2014年12月）
「機動戦士ガンダムUC バンデシネ(12)」特装版（KADOKAWA）に付属。

#### プレミアムバンダイ限定販売
- ガンプラLEDユニット2個セット（赤）（2011年10月）
- バリュートパック（2012年6月）
- MGνガンダム Ver.Ka専用 ダブル・フィン・ファンネル拡張セット（2013年1月）
- MGエールストライクガンダム Ver.RM専用ランチャーストライカー/ソードストライカーパック（2013年6月）[j 102]
- ガンプラLEDユニット2個セット（ピンク）（2013年7月）[j 103]
- MGガンダムVer.3.0用拡張セット（2013年8月）[j 104]
- MGHi-νガンダム Ver.Ka用 HWS拡張セット（2014年9月）[j 105]
- MGガンダムアストレイブルーフレームD用 ドラグーンフォーメーションベース（2014年11月）
- MGターンエーガンダム用拡張エフェクトユニット"月光蝶"（2015年7月）
- メガ・バズーカ・ランチャー（2015年7月）
- V2ガンダム Ver.Ka用 拡張エフェクトユニット"光の翼"（2016年1月）
- MGフリーダムガンダム Ver.2.0用 拡張エフェクトセット（2016年5月）[j 106]
- ウエポン&アーマーハンガー FOR フルアーマーガンダム Ver.Ka(GUNDAM THUNDERBOLT 版)（2016年11月）[j 107]
- MGνガンダム Ver.Ka用 HWS拡張セット（2016年12月）[j 108]
- MGプロヴィデンスガンダム用 ドラグーンディスプレイエフェクト（2017年6月）[j 109]
- MGΖΖガンダム Ver.Ka用 強化型拡張パーツ（2017年12月）[j 110]
- MGガンダムTR-1［ヘイズル改］用シールド・ブースター拡張セット（2018年7月）[j 111]
- MGV2ガンダム Ver.Ka用 アサルトバスター拡張パーツ（2018年12月）[j 112]
- MGガンダムF90用ミッションパック Eタイプ＆Sタイプ（2019年8月）[j 113]
- MGガンダムF90用ミッションパック Fタイプ＆Mタイプ（2019年11月）[j 114]
- MGガンダムF90用ミッションパック Bタイプ＆Kタイプ（2020年3月）[j 115]
- MGガンダムアストレイレッドフレーム用 フライトユニット拡張セット（2020年7月）[j 116]
- MGガンダムF90用ミッションパック Oタイプ＆Uタイプ（2020年9月）[j 117]
- MGガンダムバルバトス用 拡張パーツセット（2020年10月）[j 118]
- 緊急脱出ポッド［プリムローズ］拡張セット（2020年12月）
- MGガンダムF90用ミッションパック Dタイプ＆Gタイプ（2020年12月）[j 119]
- 新機動戦記ガンダムW EWシリーズ用拡張パーツセット(敗者たちの栄光仕様)（2021年5月）[j 120]
- MGガンダムF90用ミッションパック Rタイプ＆Vタイプ（2021年6月）[j 121]
- MGエールストライクガンダム Ver.RM用ライトニングストライカーパック（2021年8月）[j 122]
- MGガンダムF90用ミッションパック Wタイプ（2021年10月）[j 123]
- MGエクリプスガンダム用マニューバストライカーパック（2021年11月）[j 124]
- MGガンダムアストレア TYPE-F用アヴァランチダッシュユニット（2022年4月）[j 125]
- MGエクリプスガンダム用ライジンストライカーパック（2022年11月）[j 126]
- MGガンダムF90用ミッションパック Jタイプ＆Qタイプ（2023年11月）[j 127]
- MGガンダムF90用ミッションパック Aタイプ＆Lタイプ（2024年2月）[j 128]

### ガンダムシリーズ以外の作品

#### 聖戦士ダンバイン
スケールは1/35。
- ダンバイン（2000年8月）

※限定モデル
- ダンバイン CRYSTAL DVD VIDEO EDITION（2000年）
電撃ホビーマガジン誌上限定販売品。
- トッドダンバイン（2013年3月）
- トカマクダンバイン（2013年3月）
以上2点、プレミアムバンダイ限定販売。

#### 機動警察パトレイバー
スケールは1/35。
- AV-98 イングラム1号機（2001年7月）
- AV-98 イングラム3号機（2001年9月）
- AV-98 イングラム2号機（2001年10月）
- AV-98 WXIII版イングラム2号機（2002年2月） ※点滅式パトランプLED電飾ユニット付
- TYPE-J9 グリフォン アクアタイプ（2002年3月）
- AV-98 イングラム1号機 リアクティブアーマー装備（2002年5月）
- TYPE-J9 グリフォン フライトタイプ（2002年8月）
- AV-98 イングラム3号機 リアクティブアーマー装備（2002年10月） ※+2号機コンパチブル仕様
- AV-98 イングラム スペシャルセット（2007年9月） ※1/2/3号機コンパチ

※オプション
- MGイングラム用点滅式パトランプLED電飾ユニット（2002年3月）

#### MGフィギュアライズ
スケールは1/8。

## 脚註
1. ↑  川口克己『ガンダム 無限のリアル ◇進化重ねてプラモデル発売30年◇』（2010年9月15日 日本経済新聞）
2. ↑  MAX渡辺がHJ誌上で"正しい"カラーリングの「MS-06R-2 ザクII ジョニー・ライデン少佐機」作例とともに経緯を語っている
3. ↑  2005年12月配布の小冊子「10 YEARS ANNIVERSARY MASTER GRADE HISTORY FILE」では、「ハイパーモード Gガンダム」、「ハイパーモード マスターガンダム」、ゲームカラーバージョンの4種もカウントされており、現在83番目の「ゼータガンダム Ver.2.0」がNo.089となっていた。
4. ↑  ただし、バンシィは最初にレギュラー版を発売したが、後にVer.kaブランドにて発売された。
5. ↑  “バンダイ ホビーサイト”. バンダイ ホビーサイト. 2024年5月8日閲覧。
6. ↑  “バンダイ ホビーサイト”. バンダイ ホビーサイト. 2024年5月8日閲覧。
7. ↑  “バンダイ ホビーサイト”. バンダイ ホビーサイト. 2024年5月8日閲覧。
8. ↑  “バンダイ ホビーサイト”. バンダイ ホビーサイト. 2025年2月15日閲覧。
9. ↑  “バンダイホビーサイト”. バンダイ ホビーサイト. 2025年6月11日閲覧。